# پال گلیسون
پال گلیسون (انگلیسی: Paul Gleason; ۴ مهٔ ۱۹۳۹ – ۲۷ مهٔ ۲۰۰۶) هنرپیشه و بازیکن بیسبال اهل ایالات متحده آمریکا بود. وی بین سال‌های ۱۹۶۵ تا ۲۰۰۶ میلادی فعالیت می‌کرد.
از فیلم‌هایی که وی در آن نقش داشته‌است، می‌توان به جان‌سخت، کلوپ صبحانه، توطئه سایه، ون وایلدر و من عاشق دردسرم، او یک بچه دارد، می‌داند که تنها هستی، برای همیشه، لولو، میامی بلوز، عزیزم رفت و اسلحه پر ۱ اشاره کرد.